# Лахмиди
Лахмиди (арап. اللخميون‎‎) или Бану Лакхм (بنو لخم) су представљали арапску краљевину у јужном Ираку са својом престоницом у граду Ал-Хири од око 260. године н. е. до 633. године н. е. Они су углавном периодично били Сасанидски савезници и клијенти као и један од главних учесника византијско-персијских ратова.
Досељавањем арапских племена из Јемена на подручје јужног Ирака, долази до стварања Лахмидске краљевине, која бива угрожена од номадских арапских племена са Арабијског полуострва због чега постаје вазал Сасанида као би се заштитила. Лахмиди под утицајем Персијанаца примају хришћанство поставши несторијанци под управом Цркве Истока, јер су Персијанци највише толерисали овај облик хришћанства. У посредничким ратовима које су Сасаниди преко њих водили против Византије и њених савезника Гасанида одиграли су кључну улогу. Сасанидском анексијом краљевина престаје да постоји, тиме нестаје тампон држава између Персије и Арабијског полуострва што се показало пресудним за предстојећу исламску инвазију и појаву ислама.

## Историја
Лахмидку краљевину је основало племе Лакхум које се доселило из данашњег Јемена у 2. веку и владало Бану Лахком, отуда је и дат назив држави. Оснивачем династије сматра се “Амр” чији је син Имру ел Кајс (не треба га мешати са Имру ел Каисом који је живео у 6. веку) за кога западни аутори тврде да је прихватио хришћанство.
Имру ел Кајс је сањао о уједињеном и независном арапском краљевству, и следећи свој сан, заузео велики број градова на Арабијском полуострву. Он тада ствара велику војску и претвара своју краљевину у поморску силу, сачињену од бродова који су крстарили дуж обале данашњег Бахреина. Са овог положаја нападао је приобалне градове Ирана — који је у то време био у грађанском рату, због међудинастичких сукоба око права на наслеђивање престола — чак је вршио препаде и на постојбину царске династије Сасанида покрајину Фарс.
Персијанци су 325. године предвођени Шапуром II, покренули поход против ове арапске краљевине. Када је Имру ел Кајс схватио да се моћна персијска војска састављена од 60 000 војника приближава његовом краљевсту, затражио је помоћ од Византијског царства. Констанције II је обећао да ће му помоћи, али није био у могућности да му ту помоћ пружи када му је била најпотребнија. Персијанц су напредовали ка Хири, и у низу победоносних битака око града Хире и су самом граду као и у околним градовима.
Војска Шапура II је победила војску Лахмида и заузела њихову престоницу Хиру. Том приликом, малади Шапур се понео веома насилно. За владара је поставио Авс ибн Калама и повукао своју војску.
Имру ел Кајс је успео да побегне у Бахреин, поневши са собом свој сан о уједињењу арапских народа својом влашћу, зати одлази у Сирију тражећи обећану помоћ од Констанција II коју никада није ни добио, тако да је тамо остао све до своје смрти. Са његовом смрћу завршио се сан о уједињеној арапској краљевини, и престао све до доласка ислама када се та идеја поново јавила. Након своје смрти, сахрањен је у граду Нимрах у Сиријској пустињи. Надгробни натпис на његовој гробници написан је изузетно сложеном врстом писма. Недавно се поново појавило интересовање за овај натпис и појавиле су се нове контроверзе у вези са његовим прецизним значењем. Сада је извесно да је Имру ел Кајс носио титулу “Краљ свих арапа” и да се у натпису такође тврди да је успешно водио поход широм читавог северног и централног дела Арабијсог полуострва, све до границе Наџрана.
Две године након његове смрти, тачније 330. године, избио је устанак против власти Авс ибн Калама који је том приликом убијен, а наследио га је на престолу сина Имру ел Кајса, Амр-а. Након тога, лахмидски главни ривали постају Гасаниди, који су били савезници Сасандског архинепријатеља Византије. Највероватније је, да је Лахмидско краљевство било центар Цркве Истока (несторијанства), чије успостављање су помогли Персијанци, према којима су пресијски владари били знатно толерантнији него према другим облицима хришћанства, као би била супарник Православној цркви у Византијском царству.
Лахмиди су остали под њихивим утицајем током целог 6. века. Ипак, 602. Године последњи лахмидски краљ Ел Нуман III ибн ел Мундир бива осуђен на смрт и погубљен по наредби Сасанидског цара Хозроја II, због лажних сумњи да је издајник, а Лахмидска краљевина бива анектирана.
Данас се сматра да је анексија Лахмидског краљевства била један од главних узрока пропасти Сасанидског царства и Муслиманског освајања Персије након сасанидског пораза у Бици код Хире од Халид ибн ел Валида. Од тада, град је напуштен и материјал из њега искоришћен је за обнову Куфе, његовог разрушеног града копије.
Битка код Ди Кара окупила је мањи део Арапа из јужног Ирака против персијске војске 609. године.
Према арапском историчару Абу Убадаху (преминуо 824. године ), Хозроје II је био љут на краља , Ел Нумана III ибн ел Мундира, због одбијања да му да своју ћерку за жену, па је наредио да га утамниче. Након тога Хозроје је послао трупе како би повратио власт Нуманове породице и заштитио их, али Хани ибн Масуд (Нуманов пријатељ) је то одбио, и арапске снаге Сасанидског царства су уништене у Бици код Ди Кара, близу Хире, престонице Лахмида. Хира се налазила нешто мало јужније од данашњег града Куфа у Ираку.

## Занимљивости о Лахмидкој краљевини
- Ал-Хира се сматра колевком арапског писма.
- У песнике рођене у овој краљевини убрајају се: Ел Набигха, Лекете ибн Јамур, Алкама ибн Абада и Удај ибн Заид ел Бади. Посетили су је и многи угледни песници као што су Тарафа и Амр ибн Култум (који је убио Амра III ибн Мундира).
- Војска Сасанидског царства, заједно са Ел Мундиром III ибн Нуманом и његовом војском, победили су чувеног византијског војсковођу Велизара у бици код Калиника 531. године.
- Након смрти Ел Нумана III, Арапи су победили Персијанце у бици Ди Кара.
- Баграм V живео је у Хири и школовао се на двору Ел Мундира I, чија му је подршка помогла да дође на престо након убиства његовог оца.

## Лахмидска династија и њени потомци
Оснивач као и већина владара краљевине потичу од династије (племена) Бану Лахм .
Многе данашње династије из јужног дела Арабијског полуострва тврде да потичу од Лахмида као што су Мандхарис из Омана,Ирака и Уједињених Арапских Емирата, Наманиси од Омана и моћно племе либанских Друза по имену Арслан .

### Лахмидски владари
|    | Владар Ал-Хире                                                                | Владавина             |
| -- | ----------------------------------------------------------------------------- | --------------------- |
| 1  | Амр I ибн Ади                                                                 | 268–295. год. н. е.   |
| 2  | Имру ел Кајс I ибн Амр                                                        | 295–328. год н. е.    |
| 3  | Амр II ибн Имру ел Кајс                                                       | 328–363. год. н. е.   |
| 4  | Авс ибн Калам (нединастички)                                                  | 363–368. год. н. е.   |
| 5  | Имру ел Кајс II ибн Амр                                                       | 368–390. год. н. е.   |
| 6  | Ел Нуман I ибн Имру ел Кајс                                                   | 390–418. год. н. е.   |
| 7  | Ел Мундир I ибн ел Нуман                                                      | 418–462. год. н. е.   |
| 8  | ел-Асвад ибн ел-Мундир                                                        | 462–490. год. н. е.   |
| 9  | ел-Мундир II ибн ел-Мундир                                                    | 490–497. год. н. е.   |
| 10 | Ел Нуман II ибн ел Асвад                                                      | 497–503. год. н. е.   |
| 11 | Абу Џафур ибн Алкама (нединастички, непоуздани извори)                        | 503–505. год. н. е.   |
| 12 | Ел Мундир III ибн ел Нуман                                                    | 503/5–554. год. н. е. |
| 13 | Амр III ибн ел Мундир                                                         | 554–569. год. н. е.   |
| 14 | Кабус ибн ел Мундир                                                           | 569–573. год. н. е.   |
| 15 | Сухраб (персијски гувернер ел-Хире)                                           | 573–574. год. н. е.   |
| 16 | Ел Мундир IV ибн ел Мундир                                                    | 574–580. год. н. е.   |
| 17 | Ел Нуман III ибн ел Мундир                                                    | 580–602. год. н. е.   |
| 18 | Ијас ибн Кабишах ел Таи (нединастички) са Нахираганом (Персијским гувернером) | 602–611. год. н. е.   |
| 19 | Азадбех (персијски гувернер) након њега муслиманско освајање Персије          | 368–390. год. н. е.   |

### Породице Ел Мандхари/ Ел Намани
Племена Мандхари и Намани су потомци Лахмида на простору Персијског залива. Они су највећим делом припадници исте породице, са незнатним разлика и ситнијим особеностима. Основна разлика је у томе што породица Намани прати своје порекло уназад до Ел Нумана III ибн Мундира док је породица Мандхари своје порекло прати од његовог деде : краља Ел Мундира ибн Имру Кајса, али значајан број припадника племена Ел Мандхари су потомци краља Ел Нумана III ибн ел Мундира. Обе породице се углавном налазе у Ираку, Јемену, Уједињеним Арапским Емиратима и Султанату Оман.
Обе породице су добро познати по својим члановима која се баве трговином и обављају одговорне дужности у правосуђу.

### Династија Ел Абади
Ова породица посебно потиче од Лахмида који су управљали историјском обашћу данас познатом као Андалузија : Ел Андалуз, познате као Абадиди. Чланови ове породице су ограничени на потомке деде моћног краља Абабида, Абу ел Касим Мухамед ибн Абада, који је ракао да је потомак Лахмидског краља Ел Нумана III ибн ел Мундира, што чланове ове породице чини династичким члановима по филогеничком стаблу исто као и породице Мандахари и Намани. Ова династија се угасила по мушкој линији смрћу принчева Рашида и Елраи-а који су убијени. Најистакнутији члан Абадиса био је Ел Мутамид ибн Абад, који је владао таифом Севиљом (јужни Португал и Шпанија), која је била највећа и најславнијих од свих муслиманских таифа Андалузије. Његов ковчег се налази у Мароку, тачније у Маракешу.

## Из литературе
Песници описују Ал-Хиру као рај на земљи; један арапски путописац опсао је пријатну климу града и његову лепоту овим речима: “Један дан у Ал-Хири бољи је него годину дана лечења”. Рушевине Ал-Хире леже 3 km јужно од Куфе на западној обали Еуфрата.